# Arenas de Armilla Cultura y Deporte
El Arenas de Armilla Cultura y Deporte es un club de fútbol de España, de la ciudad de Armilla en la provincia de Granada. Fue fundado en 1931 y actualmente juega en  Tercera División RFEF (Grupo IX)

## Historia
El Arenas de Armilla Cultura y Deporte fue fundado en el año 1931 por Francisco García Jiménez y seguidores del Arenas de Getxo. Es uno de los clubes más antiguos de la provincia junto con el Granada CF, celebrando sus bodas de platino en 2006.
Históricamente es reconocido como un club que se preocupa por su cantera, prueba de ello es el reciente convenio de colaboración con el Sevilla CF y las participaciones de juveniles y cadetes con el equipo senior.

## Uniforme
- Uniforme titular: Camiseta rojiblanca, pantalón y medias azul royal

## Estadio
El Estadio Municipal de Armilla, cuenta con capacidad para 2500 personas. Posee unas dimensiones de 100x71 metros.

## Datos del club
- Temporadas en Primera División: 0
- Temporadas en Segunda División: 0
- Temporadas en Segunda División B: 1
- Temporadas en Tercera División: 15

## Jugadores

### Plantilla 2018/19
- Actualizado el 10 de diciembre de 2018.

## Palmarés

### Premios
- Trofeo invicto Don Balón: 2005-2006
- Trofeo Granada 2016: 2016-2017